# Huajojutla
Huajojutla es una localidad del estado mexicano de Guerrero. Es parte del municipio de Taxco de Alarcón.

## Toponimia
El nombre «Huajojutla» proviene de los términos en náhuatl: huaxi, huaxquelite; xoxohui, verde; tlan, lugar de abundancia. Su significado es «Lugar donde abunda el huaxquelite verde».

## Demografía
| Gráfica de evolución demográfica |
|                                  |

| Censo | Población |
| ----- | --------- |
| 1960  | 222       |
| 1970  | 294       |
| 1980  | 447       |
| 1990  | 764       |
| 2000  | 1 037     |
| 2010  | 937       |
| 2020  | 1 102     |